# Léon Richer

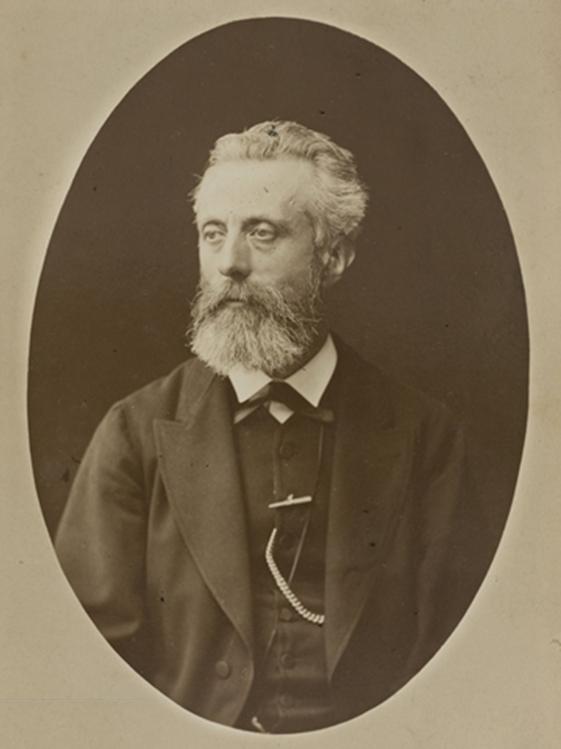
Leon Richer von Jean-Baptiste Piquée

Léon Richer (* 19. März 1824 in L’Aigle; † 15. Juni 1911 in Paris) war ein französischer Journalist, Freidenker und Feminist. Hubertine Auclert betrachtete ihn als „Vater des Feminismus“ und Simone de Beauvoir als seinen „eigentlichen Gründer“.

## Leben

### Frühe Jahre
Léon Richer wurde in eine wohlhabende Familie hineingeboren, musste aber aufgrund von Schicksalsschlägen 15 Jahre lang als Notariatsangestellter in Choisy-le-Roi mit einem Jahresgehalt von 1200 Francs arbeiten, wobei er für seine Mutter und seine Schwester allein aufkommen musste.
Nachdem er bei der Compagnie du chemin de fer de Paris à Orléans (Eisenbahngesellschaft Paris–Orléans) gearbeitet hatte, stieg Richer Mitte der 1860er Jahre in den Journalismus ein. Er begann 1865, während er an verschiedenen philanthropischen und sozialen Publikationen mitarbeitete, in einigen öffentlichen Vorträgen die Frage der Frauenrechte aufzuwerfen.  Als er im Juli 1866 als Nachfolger von Edmond About der Redaktion der von Adolphe Guéroult geleiteten L’Opinion nationale angegliedert wurde, eröffnete er ein neues Genre, indem er von 1866 bis 1868 die religiöse Frage in einer Reihe namens Lettres d'un libre-penseur à un curé de village (Briefe eines Freidenkers an einen Dorfpfarrer) behandelte. Diese wurden breit diskutiert und so erfolgreich, dass der Autor sie in zwei Bänden neu herausgeben musste. Richer schrieb mehrere Studien zur Religionsphilosophie in der Alliance religieuse universelle und dann in der Libre Conscience. Danach veröffentlichte er eine Reihe von Pamphleten, die in die gleiche Richtung zielten: Le Tocsin, Alerte! (beides: Alarm schlagen!) und Propos d'un mécréant (Äußerungen eines Ungläubigen), auf die die Ultramontanen mit Angriffen gegen den Autor reagierten, der andererseits als „ruhiger und ernsthafter Mann“ beschrieben wurde.
Richer organisierte und leitete eine Reihe von Konferenzen des Grand-Orient in Paris, bei denen er mehrmals das Wort ergriff. Im Februar 1866 ermutigte er Maria Deraismes, an diesen „philosophischen Konferenzen“ teilzunehmen. Dies war der Beginn ihrer Karriere als Feministin.
Im April 1869 gründete er die Wochenzeitung Le Droit des femmes, deren Ziel es war, die gesetzlichen Rechte der Frauen zu reformieren, und die bis 1891 erschien. Gefordert wurde die Einrichtung eines Familienrats, der Frauen mit missbräuchlichen Ehemännern oder Vätern helfen sollte; eine bessere Bildung für Mädchen; höhere Löhne für Frauen, um die Notwendigkeit der Prostitution zu verringern; gleiche Löhne für gleiche Arbeit und Revisionen des Bürgerlichen Gesetzbuchs. Die Zeitung forderte nicht das Frauenwahlrecht, von dem Richer immer behauptete, es zu unterstützen, für das er aber in der Praxis immer Gründe fand, sich ihm zu widersetzen. Er verfasste den Großteil der Zeitung, deren Chefredakteur er war. Maria Deraismes, die die Zeitung mitfinanzierte, trug ebenfalls dazu bei. Sie gründete mit ihm die Société pour l'amélioration du sort des Femmes (Gesellschaft zur Verbesserung des Loses der Frauen), die am 11. Juli 1870 das erste feministische Bankett veranstaltete.

### Dritte Republik

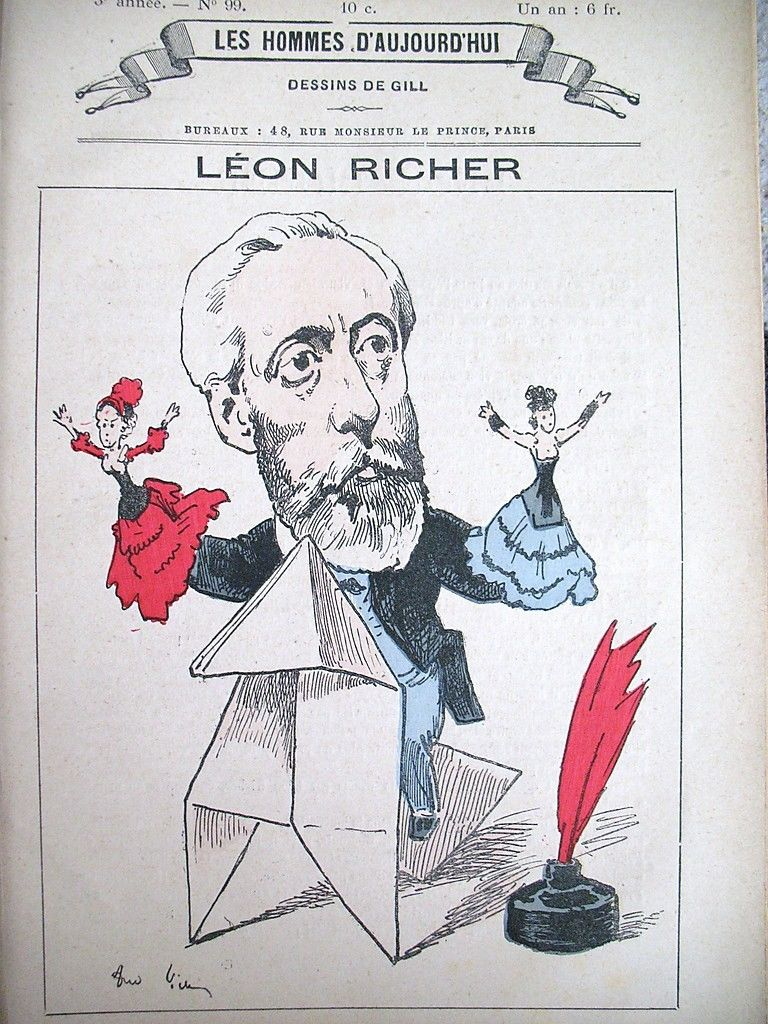
Léon Richer, von André Gill

Während der Dritten Republik, die am 4. September 1870 aus dem Zusammenbruch des Zweiten Kaiserreichs im Deutsch-Französischen Krieg hervorging, war das Land in liberale Republikaner und konservative Monarchisten gespalten. Da sich beide Gruppen jedoch in der Ablehnung der als locker empfundenen Sitten des ehemaligen Kaiserhofs einig waren, wurden die Rechte der Frauen mit Unmoral in Verbindung gebracht. Die Feministinnen nahmen ihre Aktivitäten wieder auf, hielten sich aber bedeckt. Am 16. April 1870 gründete Léon Richer zusammen mit Maria Deraismes die Association pour le droit des femmes (Vereinigung für Frauenrechte).
Von 1879 bis 1885 war er Chefredakteur des Petit Parisien, wo er unter dem Pseudonym „Jean Frollo“ Artikel und viel beachtete Kolumnen verfasste.
Im Sommer 1878 organisierte er zusammen mit Maria Deraismes eine Konferenz über Frauenrechte, deren Organisationskomitee Vertreterinnen aus mehreren Ländern angehörten, um über Geschichte, Bildung, Wirtschaft, Moral und Recht zu diskutieren. Als Hubertine Auclert versuchte, das Thema Frauenwahlrecht anzusprechen, wurde dies als verfrüht zurückgewiesen und Auclert brach aus den Reihen aus, während die Mehrheit der Feministinnen an der Seite von Maria Deraismes und Richer blieb, die die pragmatische Strategie der „Bresche“ befürworteten und sich der von Auclert befürworteten konfrontativen Angriffsstrategie widersetzten. Ihre Priorität war die Konsolidierung der säkularen Republik, und die politischen Rechte der Frauen standen hinter diesem Ziel an zweiter Stelle. Das Bündnis mit den Republikanern erwies sich insofern als fruchtbar, als der Entwurf für ein Scheidungsgesetz, den er in der Hoffnung ausgearbeitet hatte, ihn in die Abgeordnetenkammer einbringen zu können, von Alfred Naquet, einem Feministen der ersten Stunde, übernommen wurde.
1877 gab er einen Band mit dem Titel La Femme libre (Die freie Frau) heraus und bereitete einen Kongress vor, den er mitten in der Weltausstellung von 1878 abhielt. Dieser erste internationale Kongress für das Recht der Frauen fand großen Anklang und war der erste wichtige Akt des Feminismus in Frankreich.
Im Oktober 1882 trat er aus der Société pour l'amélioration du sort de la femme aus, weil er mit Maria Deraismes' Stellungnahme zugunsten des Frauenwahlrechts nicht einverstanden war. Im November 1882 gründete er die Ligue française pour le droit des femmes (Französische Liga für das Recht der Frauen) und veröffentlichte die Namen der 66 Gründungsmitglieder in der Dezemberausgabe 1882 von Droit des Femmes. Auf der ersten Generalversammlung der Liga im Januar 1883 wurde Victor Hugo zum Ehrenpräsidenten ernannt, mit Maria Deraismes und Auguste Vacquerie, Chefredakteur von Le Rappel, als Ehrenvizepräsidenten. Ende 1883 hatte die Liga 194 Mitglieder, von denen fast die Hälfte Männer waren, darunter auch Politiker und Schriftsteller. In den folgenden Jahren gingen die Mitgliedschaften zurück, sodass die Liga nach zehn Jahren nur noch 95 Mitglieder zählte. Da Droit des Femmes zunehmend von den Zuschüssen der Liga abhängig wurde, stand es oft kurz vor dem Bankrott.
In Code des Femmes, in dem die dringendsten und am leichtesten umzusetzenden Reformen festgelegt sind, in dem aber das Frauenwahlrecht notorisch fehlt, nahm er 1883 eine antiklerikale Linie ein, da er die „Millionen weiblicher Stimmen, die der okkulten Herrschaft des Priesters, des Beichtvaters unterworfen sind“, fürchtete.
Einerseits sprach sich Richer für das Frauenwahlrecht aus, andererseits war er besorgt, dass Frauen noch nicht ausreichend über republikanische Grundsätze aufgeklärt seien. In Le Droit des Femmes schrieb er am 20. Mai 1888: „Ich glaube, dass es derzeit in Frankreich gefährlich wäre, Frauen das Wahlrecht zu geben. Sie sind in ihrer großen Mehrheit reaktionär und klerikal. Wenn sie heute wählen würden, würde die Republik keine sechs Monate überdauern.“
Anfang 1886 hatte er die Bildung einer außerparlamentarischen Kommission veranlasst, die sich aus Senatoren und Abgeordneten zusammensetzte, die der Liga angehörten. Er gehörte dieser Kommission an, der er im April 1886 drei Gesetzesvorschläge vorlegte, deren Gegenstand
- der Zugang verheirateter und unverheirateter Frauen zum vollständigen Besitz der Bürger- und Familienrechte;
- die Änderung der Artikel des Gesetzbuches, die sich auf die Staatsangehörigkeit verheirateter Frauen beziehen und
- die bürgerliche Emanzipation verheirateter Frauen waren.

Ihr ist auch der Gesetzentwurf über die Feststellung der Vaterschaft zu verdanken, der von dem feministischen Abgeordneten Gustave Rivet eingebracht wurde.

### Späte Jahre

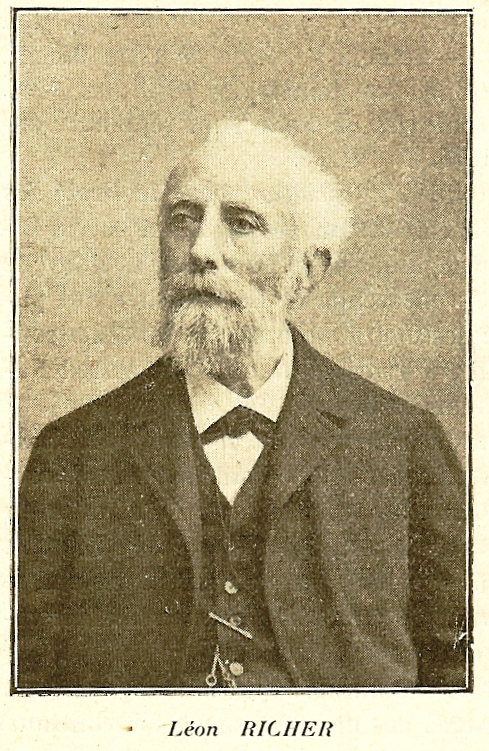
Leon Richer ca. 1900

Nachdem die französische Regierung im Dezember 1889 einen „Frauenkongress“ unter dem Vorsitz von Jules Simon gefördert hatte, der die Rolle der Frauen in der Gesellschaft und insbesondere ihre karitativen Aktivitäten lobte, nahm er erneut Kontakt zu Maria Deraismes auf, von der er sich seit den 1880er Jahren getrennt hatte, um gemeinsam einen alternativen Kongress mit dem Titel Congrès français et international du droit des femmes (Französischer und internationaler Kongress für das Frauenrecht) zu organisieren, der vom 25. bis 29. Juni 1889 in Paris stattfand. Unter dem Eindruck dieser imposanten Kongressveranstaltung stimmte die Kammer für das Gesetz über das Wahlrecht von Kaufmannsfrauen für die Handelsgerichte, das vom Vizepräsidenten der Kammer, dem glühenden Feministen Ernest Lefèvre, eingebracht worden war.
1890 gründete er die Fédération internationale pour la revendication des droits de la Femme (Internationale Föderation für die Forderung der Rechte der Frau), der Frankreich, Belgien, England, Schottland, Schweden, die Schweiz, Italien, Polen, Griechenland und der Staat New York angehörten, und wurde zu ihrem Präsidenten gewählt. Ende 1891 begannen Müdigkeit, Alter und zahlreiche Enttäuschungen, insbesondere aufgrund der Spaltung der Frauenbewegung zu dieser Zeit, den tapferen Kämpfer zu zermürben, sodass er seine Gesellschaften in die Hände seiner Mitarbeiter legen und im Dezember 1891 das Erscheinen seiner Zeitung Droit des femmes einstellen musste, die jedoch die langlebigste feministische Zeitschrift des 19. Jahrhunderts blieb. Als letzter der wichtigsten männlichen Feministen hinterließ er eine zunehmend von Frauen geführte Organisation und einen reformistischen „republikanischen Feminismus“, der vor allem die Bedürfnisse und Wünsche von Frauen aus der Mittelschicht vertrat und nicht mehr auf die Bedürfnisse armer Arbeiterinnen einging, wie es Sozialisten tun konnten. Er verfolgte jedoch die Entwicklung der Ideen und hielt seine letzte Rede am 25. Mai 1902 auf einem Bankett, das ihm von den Feministischen Gesellschaften zu seinem 78. Geburtstag geschenkt wurde.
Er war Autor zahlreicher Bücher, seit 1868 Mitglied der Société des gens de lettres (Gesellschaft der Literaten), Dekan der Association des journalistes républicains (Republikanischer Journalistenverband), Mitglied der Association des journalistes parisiens (Verband der Pariser Journalisten) seit deren Gründung im Jahr 1881 und Freimaurer. Der Vorstand der Société française de secours aux blessés et aux malades des armées de terre et de mer (Französische Hilfsgesellschaft für Verwundete und Kranke der Land- und Seestreitkräfte) überreichte ihm am 2. Juli 1871 ein Bronzekreuz und ein Diplom in Erinnerung an seine guten Dienste, die er während des Krieges als Mitdirektor der Sœurs de France (Schwestern aus Frankreich) geleistet hatte, während ihm der Bürgermeister des zehnten Pariser Arrondissements eine Medaille verlieh, die an seine patriotische Hingabe während der Belagerung von Paris, insbesondere im Winter 1870/71, erinnern sollte. Schließlich hatte der Vorstand der Ligue française pour le Droit des Femmes in einer seiner Sitzungen René Viviani damit beauftragt, seinem verehrten Präsidenten eine Silbermedaille in Anerkennung seiner Hingabe zu überreichen.
Er starb am 15. Juni 1911 in Paris und wurde auf dem Friedhof Père-Lachaise (48. Division) beerdigt.

## Werke
- Lettres d’un Libre-Penseur à un Curé de Village,... précédées d’une introduction par A. Guéroult, mit Adolphe Guéroult, Armand le Chevalier, 1868[31]
- Le Tocsin, Madre, 1868
- Alerte !, Panis, 1868
- Propos d’un mécréant, Panis, 1868
- Le livre des femmes, mit Victor Poupin, Bibliothèque Démocratique, 1872[32]
- Lettres parisiennes : la politique en 1873, Librairie de la Société des gens de lettres, 1874
- Le Divorce : projet de loi précédé d’un exposé des motifs et suivi des principaux documents officiels se rattachant à la question, Le Chevalier, 1874
- Un mariage honteux, Édouard Dentu, 1876
- La Femme libre, Édouard Dentu, 1877
- Le Droit des femmes, 1879
- Le Code des femmes, Édouard Dentu, 1883